# Spirala (lotnictwo)
Spirala – figura pilotażu podstawowego polegająca na ruchu samolotu po linii śrubowej ze stopniowym zmniejszaniem wysokości. Spirala wykonywana jest przy zmniejszonym ciągu lub mocy zespołu napędowego z ustalonym przechyleniem, ustaloną prędkością i przy stałym kącie obrotu toru. 
Spirala jest figurą akrobacji, którą wykonuje się na podkrytycznych kątach natarcia – w przeciwieństwie do korkociągu, gdzie występuje zerwanie strug na nadkrytycznych kątach natarcia. 
Wyróżniamy spirale:
- płaską – kąt nachylenia ok. 15°, duży promień i stosunkowo mała prędkość opadania
- stromą – kąt nachylenia 50°-70° mały promień i stosunkowo duża prędkość opadania.

Przeciążenie w spirali stromej jest większe niż w spirali płaskiej.